# National City
National City é uma cidade localizada no estado americano da Califórnia, no condado de San Diego. Foi incorporada em 17 de setembro de 1887.

## Geografia
De acordo com o United States Census Bureau, a cidade tem uma área de 23,6 km², onde 18,9 km² estão cobertos por terra e 4,8 km² por água.

### Localidades na vizinhança
O diagrama seguinte representa as localidades num raio de 16 km ao redor de National City.

## Demografia
Segundo o censo nacional de 2010, a sua população é de 58 582 habitantes e sua densidade populacional é de 3 106,96 hab/km². É a cidade mais densamente povoada do condado de San Diego. Possui 16 762 residências, que resulta em uma densidade de 888,99 residências/km².